# Só Modão II
Só Modão II é um álbum duplo da dupla sertaneja João Neto & Frederico, lançado em 13 de novembro de 2015 pela Som Livre. O álbum segue a mesma linha dos projetos Modão - Ao Vivo (2006) e Só Modão (2010), e traz um repertório composto por clássicos da música sertaneja e nacional, interpretados por grandes nomes como Zezé Di Camargo & Luciano, Milionário & José Rico, Chitãozinho & Xororó, João Mineiro & Marciano, João Paulo & Daniel, entre outros.  Trazendo também músicas inéditas, entre elas "Moda Derramada", "Toda Mulher é Assim" e "Vício" (que trouxe a participação de Jads & Jadson).

## Antecedentes
Há cerca de quase 10 anos atrás, dois irmãos, recém-formados do curso superior, alimentavam o sonho de conseguirem fazer sucesso na música. Na bagagem carregavam os diplomas de veterinário e agrônomo, alguns festivais vencidos, horas e mais horas de tocadas nas noites e um sonho de poderem fazer aquilo que eles mais gostavam: música!
E foi com um CD de regravações de modas antigas, que sequer chegou a ser trabalhado, somadas a algumas poucas inéditas, dentre elas "Pega Fogo Cabaré" e "Só De Você", que a história de João Neto e Frederico começou ser escrita. A ideia de gravar um projeto que resgata a essência da música sertaneja, foi o primeiro para a carreira profissional. E mesmo sem saberem, o projeto modão se tornaria uma das marcas dessa dupla que estava prestes a estourar em todo Brasil.
Hoje, dez anos depois, eles preparam um projeto parecido e diferente ao mesmo tempo. Intitulado de Só Modão I, pois gravaram já um DVD oficial em 2010, a dupla resgatará sucessos da música brasileira. Diferente pelo fato de ser um CD duplo, que contará com 24 faixas, sendo 6 inéditas. O trabalho de produção musical ficou por conta de Anézio de Oliveira nas regravações e Thyeres Marques nas inéditas.

## Faixas
| Vol. 1 |                                                                                    |                                                                                        |         |  |
| N.º    | Título                                                                             | Compositor(es)                                                                         | Duração |  |
| 1.     | "Ainda Ontem Chorei de Saudade"                                                    | Moacyr Franco                                                                          | 3:19    |  |
| 2.     | "Morango do Nordeste"                                                              | Walter de Afogados/Fernando Alves                                                      | 3:26    |  |
| 3.     | "Você Só Me Faz Feliz"                                                             | Fátima Leão/Elias Muniz                                                                | 3:06    |  |
| 4.     | "Moda Derramada"                                                                   | Celi Júnior/Gabriel Agra/Leandro Rojas/Gregory Castro                                  | 3:03    |  |
| 5.     | "Pot-Pourri: Chamada a Cobrar / Hoje Eu Não Posso Ir / Tchau Amor"                 | Tião Carreiro/Donizete - Lourival dos Santos/Tião Carreiro - Peão Carreiro/Praense/Ado | 5:53    |  |
| 6.     | "Idas e Voltas"                                                                    | Paulo Debétio/Paulinho Rezend                                                          | 3:08    |  |
| 7.     | "Vício" (Part. Jads & Jadson)                                                      | Flavinho Tinto/Nando Marx/Douglas Mello                                                | 3:10    |  |
| 8.     | "Pot-Pourri: Frio da Madrugada / Saudade Bandida"                                  | Pinocchio - Zezé Di Camargo                                                            | 5:37    |  |
| 9.     | "A Loira do Carro Branco"                                                          | Jesos Belmiro/Paraíso                                                                  | 3:14    |  |
| 10.    | "Toda Mulher É Assim"                                                              |                                                                                        | 3:08    |  |
| 11.    | "Pot-Pourri: Vida é Saudade / Hoje Eu Topo Tudo Que Vier / Último dos Apaixonados" | Darci Rossi/Chitãozinho - César Augusto/Piska - Joel Marques/Maracaí                   | 4:19    |  |
| 12.    | "Amor Sem Juízo"                                                                   | Ivan Medeiros                                                                          | 3:18    |  |

| Vol. 2 |                                                  |                                                                                      |         |  |
| N.º    | Título                                           | Compositor(es)                                                                       | Duração |  |
| 1.     | "Aquele Amor Que Faz Gostoso"                    | Wando/Annibelle                                                                      | 3:11    |  |
| 2.     | "Pot-Pourri: Agenda Rabiscada / Pão de Mel"      | Rick/Alexandre - Zezé Di Camargo                                                     | 4:27    |  |
| 3.     | "Eu Nem Me Reconheço"                            | Juliano Tchula/Marília Mendonça/Daniel Rangel/Frederico                              | 3:13    |  |
| 4.     | "Pot-Pourri: Faz Um Ano / Duas Camisas / Decida" | Miltinho Rodrigues - Miltinho Rodrigues/Waldemar de Freitas Assunção - Airo Barcelos | 6:07    |  |
| 5.     | "A Vaca Foi Pro Brejo"                           | Tião Carreiro/Luiz de Castro                                                         | 3:14    |  |
| 6.     | "Mulher Sempre Mulher / Fuscão Preto"            | - Atílio Versutti/Jeca Mineiro                                                       | 4:36    |  |
| 7.     | "Moda Sofrida"                                   |                                                                                      | 2:51    |  |
| 8.     | "Vida Vazia / Desejo de Amar"                    | Bruno/Felipe - Gabú/Marinheiro                                                       | 3:50    |  |
| 9.     | "Porta do Mundo / Caminheiro"                    | Peão Carreiro/Zé Paulo - Jack                                                        | 6:24    |  |
| 10.    | "Minha Vida de Solteiro"                         | Danillo Dávilla                                                                      | 2:49    |  |
| 11.    | "Te Cuida Coração"                               | Pinocchio/Ana Paula                                                                  | 3:43    |  |
| 12.    | "Cavalo Enxuto"                                  | Moacyr Dos Santos/Lourival Dos Santos                                                | 3:06    |  |